# Conservació i restauració de pel·lícules

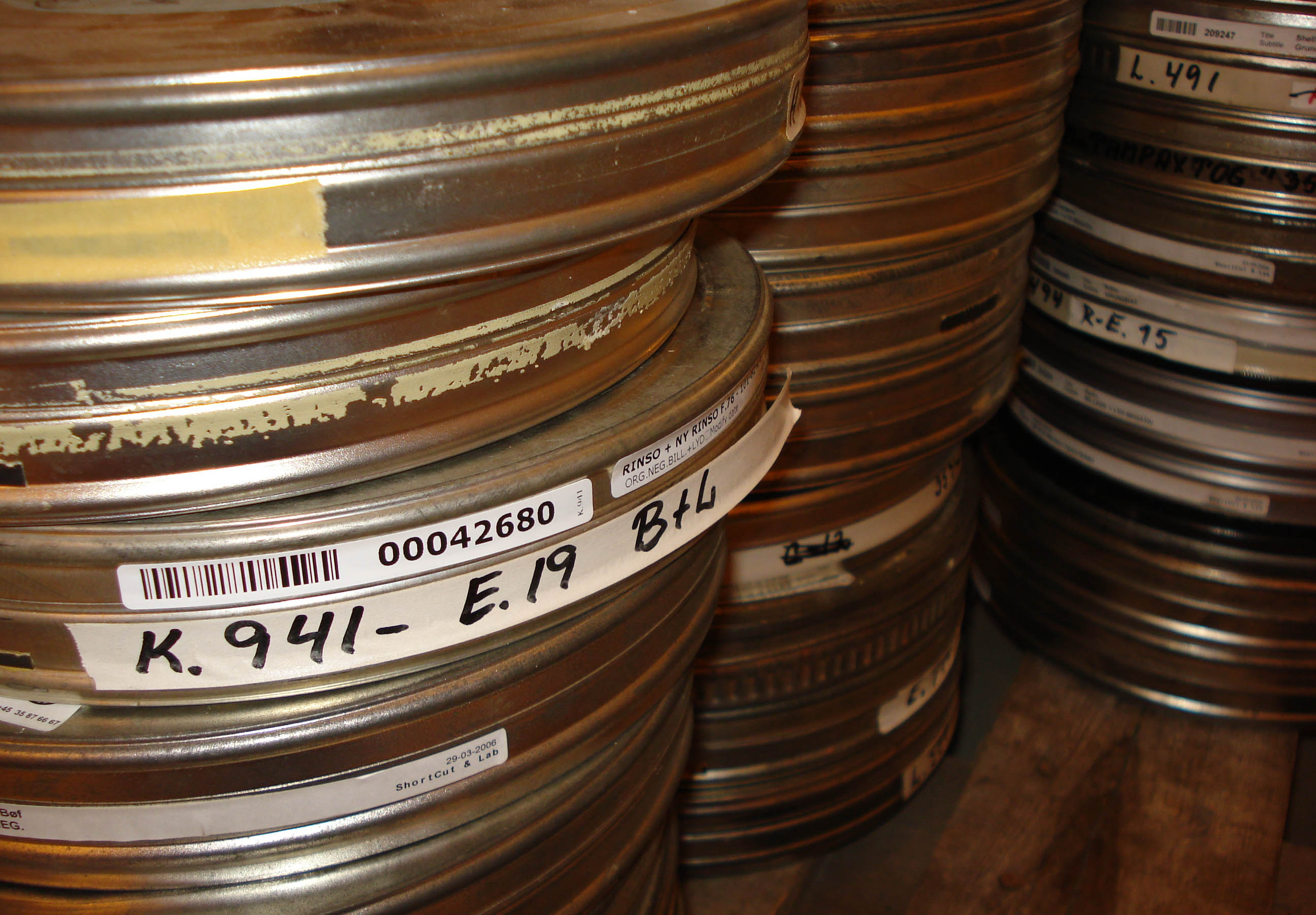
Contenidors apilats amb molts rotllos

La conservació i restauració de pel·lícules consisteix en rescatar les pel·lícules deteriorades i preservar les imatges que continguin. Aquesta tasca ha sigut iniciada per historiadors del cinema, arxivers, museus, filmoteques i organitzacions sense ànim de lucre.
Es busca que el resultat final de la restauració sigui allò més pròxima a la seva versió original. Durant molts anys, el terme «conservació» era un sinònim de «duplicació». L'objectiu de les persones que conservaven les cintes era crear una còpia duradora sense una pèrdua de qualitat en el film. Ara, aquesta conservació engloba molts conceptes com aquesta duplicació en diversos formats, però també del tractament, emmagatzematge i accés als arxius en qüestió. Els professionals que s'hi dediquen cerquen la protecció de la pel·lícula i compartir-ne el contingut amb garanties d'accessibilitat i llegat cultural.

## Deteriorament
El deteriorament d'una pel·lícula es basa principalment, en la inestabilitat química d'aquesta. El suport fílmic i la imatge que reprodueixen, son els dos elements més aptes a la degradació en el temps, això es a causa de la seva resistència química. Debut a això, les condicions i l'emmagatzematge d'aquestes pel·lícules varia depenent del lloc, sobretot es té en compte les condicions de humitat i temperatura
El deteriorament es un problema que ha afectat a mols artistes al llarg dels anys, per exemple a Georges Méliès, que de 500 cintes fetes, només 200 es conserven (Aquestes dades van ser recollides al 2008).
Aquesta preocupació per les pèrdues de les pel·lícules van fer que els professionals de la industria es replantessin les seves formes de fer pel·lícules i van implantar la idea d'un nou canvi:
- Es va canviar el suport del film a polièster

- En 1953, el format de 35mm va passar a ser de acetat de cel·lulosa[3]

Es va normalitzar l'ús del polièster. Però, l'acetat de cel·lulosa es seguia fent servir, i això va originar que a partir d'aquest químic, es formés un síndrome, anomenat síndrome del vinagre. Un altre problema que van sorgir i van degradar les pel·lícules van ser la presencia de microorganismes unicel·lulars presents en la natura. Tots aquest fongs i bactèries devoren la part essencial del cel·luloide, la “gelatina”. Quan aquest component es dissol, els microorganismes s'ho mengen en unes 72 hores.

## Síndrome del vinagre
La síndrome del vinagre és un procés de deteriorament del cel·luloide provocat per l'augment de les temperatures i de la humitat, on el material del que està format la cinta de cel·luloide passa a ser àcid acètic (CH₃COOH), i deteriorament de tota la pel·lícula en un procés irreversible. La producció d'aquest àcid és el que origina l'olor a vinagre.
El primer cas que es va registrar va ser el 1948 per causa de les condicions d'humitat i calor. Aquest procés presenta diferents fases:
- Primera fase: Comença l'emissió del àcid acètic i la producció de l'olor a vinagre.

- Segona fase: La base feta de plàstic que té la pel·lícula comença a trencar-se, encoixir-se i a poc a poc va perdent flexibilitat per l'emulsió

- Tercera fase: Depenent del grau de deteriorament que estigui una pel·lícula es pot arribar a aquesta fase o no, una fase on la pel·lícula es cristal·litza i allibera unes bombolles líquides dels diferents additius del material del film. En aquesta fase, la pel·lícula resulta ser irreversible i s'impossibilitza la seva projecció en les sales de cinema o qualsevol maquinària mecànica. En el cas de les pel·lícules a color, els tintes es vessen i es tornen en tons blaus o rosats

Actualment no existeix ninguna forma d'aturar aquesta síndrome un cop entra en les darreres fases.

## Restauració
La majoria de les restauracions son fetes als laboratoris cinematogràfics. Aquesta pràctica es fa servir per poder restaurar i conservar les pel·lícules que han estat defectuoses perquè les següents generacions puguin gaudir d'elles. A vegades s'utilitza el mètode de l'etalonatge per recuperar els tons de color que poden tenir les pel·lícules. (la pràctica habitual d'aquesta, es actualment l'etalonatge digital)
El procés passa per diferents fases:
1. Primer s'avalua el material que s'adquireix. En el laboratori, s'apunta i es desenvolupa una fitxa tècnica de tota la pel·lícula, es reconeixen els seus símptomes que pot tenir, com el síndrome del vinagre (el mes comú i el que tenen gairebé totes les cintes), i es rehabiliten els negatius i els positius que té el film. Posteriorment es procedeix a injectar dessecants i es fica tot el material en una caixa perquè es recuperi la pel·lícula mitjançant els químics. Després de dos mesos, la pel·lícula ja està recuperada, encara que pot ser que no sigui així, en aquest cas, s'ha de fer fotoquímica, quadre per quadre i de forma manual.
2. (Només aplicable a pel·lícules en blanc i negre, si hi ha una correcció de color, el pas de revelat va després de l'etalonatge). Després es fa el revelatge de la pel·lícula, en aquesta part es canvia el suport de la pel·lícula. Primer, s'analitza els components químics per saber la quantitat de líquids que cal revelar en el cel·luloide. A continuació, s'utilitza una màquina que fa servir llum vermella i diferents químics per plasmar tota la pel·lícula en un altre cinta (en aquest cas de polièster). El procediment es bastant semblant al revelat fotogràfic analògic.
3. (Pas opcional). Es rescata mitjançant la impressió òptica. Aquesta tècnica, permet que, mitjançant una màquina, es pot convertir un format de pel·lícula de 16mm a 35mm. En el cas d'una pel·lícula restaurada fa poc, es pot fer aquest pas per millorar el seu suport. Però, per poder fer aquest pas s'ha de tenir en compte els petits detalls que caracteritzen els 16mm o 8mm amb la resta de formats, per exemple les perforacions, ja que actualment, no existeix cap màquina que utilitzi aquest sistema. A més, aquest procés pot trigar massa temps.
4. (Pas previ al revelatge si es vol ficar color en una pel·lícula en blanc i negre). Es dona el pas de la correcció de color o etalonatge . Aquest pas només es realitza quan es pinta els fotogrames un per un mitjançant una màquina especialitzada. Els problemes que poden sorgir en aquest pas, poden ser problemes de llum, ja que les escenes necessiten conservar la llum original que se li ha donat a la cinta. Per això, s'apaguen els llums de la sala a l'hora d'aplicar correccions. Si la correcció es en digital, aquest pas aniria després de la digitalització
5. Amb la pel·lícula restaurada, es desenvolupa una digitalització per poder tindre-la en aquest format. Això es desenvolupa amb l'ajuda d'un software i la implementació d'un escàner. Amb això, es pot augmentar la qualitat de la pel·lícula en digital, correcció de color o millora de l'enquadrament. I la restauració finalitzaria.

Altres dades a tenir en conta és que les pel·lícules noves son de polièster, ja que aquest material es mes fàcil de conservar i duren molt mes de temps.

## Dades extres de la conservació de pel·lícules
- Qualsevol tipus de cinta de cel·luloide és possible de preservar-la, llevat que el seu estat estigui tan deteriorat que sigui impossible la restauració
- La restauració de les pel·lícules genera una part de problemes, ja siguin econòmics o d'espai, per consegüent, no totes les pel·lícules han sigut restaurades.
- La CINAIN (Cinemateca i arxius de la imatge nacional) es una entitat autàrquica i autònoma que s'encarrega de controlar el patrimoni cultural dels films i la seva preservació[9]
- La llei de CINAIN que es va proposar amb relació a la conservació de pel·lícules va ser una declaració d'emergència per la pèrdua de pel·lícules mudes, entre d'altres. Aquesta llei va ser sancionada al 1999
- Més de la meitat del cinema mut i sonor no s'ha pogut restaurar
- L'escola de restauració amb mes prestigi a nivell mundial es la “Film Preservation and Restoration School”[10]